# Thermoanaerobacterium thermosaccharolyticum
Thermoanaerobacterium thermosaccharolyticum — вид грам-позитивних бактерій родини Thermoanaerobacteriaceae.

## Опис
Анаеробна термофільна грам-позитивна бактерія. T. thermosaccharolyticum використовує різні ферменти для розкладання крохмалю, амілози та пуллулану.

## Застосування
У перспективі Thermoanaerobacterium thermosaccharolyticum у спільній культурі з Clostridium thermocellum (яка здатна розкладати целюлозу) може бути ефективним засобом для перетворення целюлозних продуктів в етанол.